# Elsa Pataky

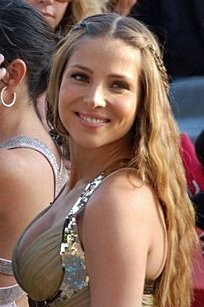
Elsa Pataky (2008) auf dem Filmfestival in Cannes

Elsa Pataky (* 18. Juli 1976 in Madrid als Elsa Lafuente Medianu) ist eine spanische Schauspielerin, Filmproduzentin und Sängerin.

## Leben und Karriere
Pataky wurde in Madrid als Tochter eines spanischen Apothekers und einer rumänisch-ungarischen Publizistin geboren. Bereits in ihrer Jugend entdeckte sie ihre Leidenschaft für das Schauspiel. Sie studierte Journalismus an der Universidad de San Pablo. Neben dem Studium nahm sie Schauspielunterricht und spielte in diversen klassischen, wie auch modernen Stücken unter der Regie von Ángel Gutiérrez. 1997 feierte Pataky ihr Debüt vor einer Kamera mit einer Rolle in der spanischen Fernsehserie Al Salir de Clase, die sie – wie viele andere jugendliche Darsteller – bekannt werden ließ. Sie wirkte in über 200 Episoden der erfolgreichen Serie mit. In der Folgezeit hatte sie auch Auftritte in anderen Serien, wie Tío Willy oder The Queen of Swords.
1999 gab Pataky ihr Spielfilmdebüt mit einer kleinen Rolle in Jo Sols Tatawo, gefolgt von Álvaro Fernández Armeros Film The Art Of Dying – Die Kunst zu sterben mit Fele Martínez und Gustavo Salmerón, der zu einem kommerziell erfolgreichen Film in Spanien avancierte. Weitere Film- und Fernsehproduktionen schlossen sich an, teilweise auch internationale Co-Produktionen.
Ihre erste große internationale Rolle spielte Pataky 2011 im fünften Teil der Fast and Furious-Reihe als Elena, eine Polizistin aus Rio de Janeiro. Diese Rolle übernahm sie auch in Fast & Furious 6, Fast & Furious 7 und Fast & Furious 8.
Seit Dezember 2010 ist Pataky mit Schauspielkollege Chris Hemsworth verheiratet. Im Mai 2012 wurden beide Eltern einer Tochter. Am 18. März 2014 bekam das Paar Zwillingssöhne.

## Filmografie (Auswahl)
- 1997–1998: Al salir de clase (Fernsehserie, 189 Folgen)
- 1999: Tio Willy (Fernsehserie, 11 Folgen)
- 2000: The Art Of Dying – Die Kunst zu sterben (El Arte de Morir)
- 2000–2001: Die Maske der Königin (Queen of Swords, Fernsehserie, 13 Folgen)
- 2000: Menos es más
- 2000: Tatawo
- 2001: Sin noticias de Dios
- 2001: Noche de reyes
- 2002: Extrem daneb’n – Die Chaos-Gang (Peor imposible)
- 2003: Beyond Re-Animator
- 2003: Atraco a las 3… y media
- 2003: El Furgón
- 2004: Romasanta – Im Schatten des Werwolfs (Romasanta)
- 2004: Tiovivo c. 1950
- 2005: Isnogud – Der bitterböse Großwesir (Iznogoud)
- 2005: Ninette
- 2006: Snakes on a Plane
- 2007: Manuale d’amore 2
- 2007: Santos
- 2008: Skate Or Die
- 2008: Máncora
- 2009: Giallo
- 2009: Give ’em Hell, Malone
- 2010: Mr. Nice
- 2010: Di Di Hollywood
- 2011: Flöckchen – die großen Abenteuer des kleinen weißen Gorillas! (Floquet de Neu)
- 2011: Fast & Furious Five (Fast Five)
- 2011: Where the Road Meets the Sun
- 2013: Fast & Furious 6
- 2013: The Wine of Summer
- 2013: All Things to All Men
- 2015: Fast & Furious 7 (Furious 7)
- 2017: Fast & Furious 8 (The Fate of the Furious)
- 2018: Operation: 12 Strong (12 Strong)
- 2018: Tidelands (Fernsehserie, 8 Folgen)
- 2019: El Hormiguero: Vacaciones en El Titanic (Kurzfilm)
- 2020: Hormigueddon (Kurzfilm)
- 2022: Interceptor
- 2022: Thor: Love and Thunder
- 2022: Carmen
- 2022: Poker Face
- 2024: Furiosa: A Mad Max Saga